# St. Petersburg, Pennsylvania
St. Petersburg är en kommun av typen borough i Clarion County i Pennsylvania. Vid 2010 års folkräkning hade St. Petersburg 400 invånare.